# Свида, Иван Юрьевич
Иван Юрьевич Свида (укр. Іван Юрійович Свида; род. 15 февраля 1950, село Пацканёво, Закарпатская область) — советский и украинский военачальник, генерал армии (2010).

## Военная служба в СССР
В 1972 году окончил Ужгородский государственный университет и был призван на офицерскую службу в Советской Армии сроком на 2 года как выпускник высшего учебного заведения с военной кафедрой. Командовал мотострелковым взводом в Прикарпатском военном округе. После истечения срока призыва написал рапорт об оставлении в кадровом составе Вооружённых Сил. В 1975 году окончил экстерном Орджоникидзевское высшее общевойсковое командное училище. Командовал мотострелковыми взводом и ротой, затем был начальником штаба и командиром мотострелкового батальона в Прикарпатском военном округе.
В 1980 году окончил Военную академию имени М. Ф. Фрунзе. С 1980 года был заместителем командира мотострелкового полка в Закавказском военном округе. С 1982 года — начальник штаба — заместитель командира мотострелкового полка, командир мотострелкового полка, заместитель командира мотострелковой дивизии. Принимал участие в ликвидации последствий Спитакского землетрясения в Армении. В 1992 году окончил Военную академию Генерального штаба Вооружённых сил Российской Федерации.

## Военная служба на Украине
С 1992 года — в Вооружённых Силах Украины, назначен командиром 17-й танковой дивизии в 6-м армейском корпусе Одесского военного округа. С 1994 года — начальник штаба — первый заместитель командира и командир 32-го армейского корпуса (Крым). С 1998 года — первый заместитель командующего войсками Южного оперативного командования Сухопутных войск Вооружённых Сил Украины. С июля 2005 года — командующий войсками Южного оперативного командования Сухопутных войск Вооружённых Сил Украины. С июня 2007 года — Главнокомандующий Сухопутными войсками Вооружённых Сил Украины. С 18 ноября 2009 года — начальник Генерального штаба — Главнокомандующий Вооружёнными силами Украины, одновременно член Совета национальной безопасности и обороны Украины.
Воинское звание генерал армии присвоено указом Президента Украины В. А. Ющенко от 15 февраля 2010 года, в день 60-летия генерала. При этом в звании генерал-полковника прослужил менее 2-х лет (оно было присвоено в 2008 году). Большинство политиков и журналистов Украины сходятся во мнении, что И. Ю. Свида являлся одним из наиболее лично преданных Президенту Ющенко генералов.
В интервью изданию «Коммерсантъ Украина» после своего назначения Свида отметил, что в первую очередь необходимо обеспечить жизнедеятельность армии. На эти цели, по его подсчётам, необходимо 19,8 млрд грн. (против заложенных в бюджете на 2010 год 13 млрд грн.). Масштабных учений, закупки техники и вооружений украинская армия в ближайшее время проводить не будет, заявил Свида.
В мае 2010 года подал рапорт об отставке с поста начальника Генштаба. На этом посту его сменил Григорий Педченко.
Кандидат военных наук (2010).
Женат, имеет дочь и сына.

## Воинские звания
- генерал-майор (21.08.1993)
- генерал-лейтенант (23.08.1998)
- генерал-полковник (20.08.2008)[2]
- генерал армии (15.02.2010)[3]

## Награды
- Орден Богдана Хмельницкого 2-й степени (29.11.2005);
- Орден Богдана Хмельницкого 3-й степени (2001);
- Орден «Знак Почёта» (СССР)
- Орден «За службу Родине в Вооружённых Силах СССР» 3-й степени (СССР)
- Медали СССР и Украины.